# チヒロザメ
チヒロザメ (Pseudotriakis microdon) はチヒロザメ科に属するサメの一種。旧名オシザメ（唖鮫）。1属1種。全長3mに達する。全世界の大陸斜面、深度500-1400mに生息する。第一背鰭が非常に長いことが特徴である。細長い眼と大きな口、細かい歯を持つ。体色は暗褐色。
軟らかい筋肉と巨大な肝臓を持ち、ゆっくり泳ぎながら魚類やその死骸、無脊椎動物などを捕食する。卵食型の胎生であり、胎児は母体が排卵する卵で育つ。産仔数は2。非常に稀な種だが、繁殖力が低いため、混獲などにより個体数が減っている可能性がある。

## 分類・名称
1868年、Jornal do Sciências Mathemáticas, Physicas e Naturaes においてポルトガルの魚類学者 Félix de Brito Capello によって記載された。記載に用いられたのは、セトゥーバル沖で捕獲された全長2.3mの雄成体である。彼は本種とドチザメ属 (Triakis) が似ていると考え、ギリシャ語で"偽"を意味するpseudo を冠した Pseudotriakis を属名とした。英名"false catshark"もこれに由来する。種小名 microdon はギリシャ語の mikros ("小さい") ・odontos ("歯") に由来する。他の英名として、日本語の「唖鮫」に由来する dumb shark、背鰭の形態を表した keel-dorsal shark などがある。
和名は深い海を表す「千尋」に由来する。旧名はオシザメであったが、日本魚類学会は「オシ」が差別的語にあたるとし、2007年1月31日チヒロザメに改名された。チヒロザメはこの差別的標準和名の改名の対象になった軟骨魚類唯一の例である。
太平洋の個体群は別種として Pseudotriakis acrales という学名を与えられていた。だが、形態学的にP. microdonと区別できないため、現在ではP. microdonのシノニムとされている。本種はトガリドチザメ属 Gollum と近縁であり、多くの形態的特徴を共有する。タンパク質コード遺伝子を用いた系統解析の結果、本種とトガリドチザメ属とは、属内レベルの遺伝的差異しかないことが示された。これは、本種が短期間で多くの固有派生形質を進化させたことを意味しており、本種とトガリドチザメ属を同科とする根拠となっている。また、そのほかの同科の種類として、北東インド洋から報告されたヒメチヒロザメ属のヒメチヒロザメがいる。

## 形態
体は軟らかい。頭部の幅は広く、吻は丸い。鼻孔前縁には大きな皮弁がある。眼は小さく、横幅は縦の2倍以上で、瞬膜を備える。眼の後方には大きな噴水孔がある。口は大きく、口角には短い溝がある。顎には200列を超える歯列がある。上顎の歯は一列に、下顎は互い違いに並ぶ。歯には鋭い尖頭があり、1-2対の小尖頭が隣接する。鰓裂は5対で小さい。
胸鰭は丸くて小さく、鰭条は基部にのみ存在する。第一背鰭の形態は非常に特徴的で、高さが低く、胸鰭の後端から腹鰭の前端に至る長い基底を持つ。これは尾鰭の長さに匹敵する。第二背鰭は臀鰭より大きく、その前方に位置する。第二背鰭・臀鰭は尾鰭に近接する。尾鰭の上葉は長く、先端に欠刻がある。下葉は不明瞭である。皮歯は鏃型で、中央に線状の隆起がある。皮膚に疎らに散らばる。体色は一様な暗褐色で、鰭の縁は黒くなる。灰白色の体色に、不規則な黒い斑点を持つ個体もいる。最大で全長3.0m、体重125kgになる。

## 分布
発見は稀であるが、世界各地で捕獲されており、全球的な分布を持つと考えられる。西部大西洋ではカナダ・アメリカ・キューバ・ブラジル。東大西洋ではアイスランド・フランス・ポルトガル・セネガル・マデイラ・アゾレス諸島・カナリア諸島・カーボベルデ。インド洋ではマダガスカルからアルダブラ・モーリシャス・インドネシア・オーストラリア。太平洋では日本・台湾・インドネシア・珊瑚海・ニュージーランド・ハワイから報告がある。
深度500-1400mの大陸斜面に生息するが、最深で1900mから記録がある。弱った場合や、海底谷がある場合など、より浅い大陸棚に出現することもある。海底直上を泳ぎ、海山・トラフ・岩礁などに出現する。

## 生態

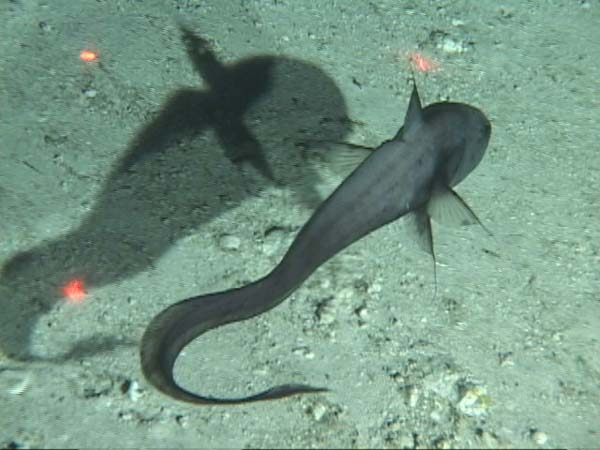
ソコダラはよく本種の獲物となる。

鰭・皮膚・筋肉が軟らかいことから、動きは緩慢だと考えられる。中性浮力を維持するため、肝臓は多量の肝油を含み巨大で、体重の18–25%に達する。獲物には瞬間的にとびかかり、大きな口で丸呑みにする。餌は主にホラアナゴ・ソコダラ・タチウオなどの硬骨魚類だが、カラスザメ・頭足類・ミノエビなども捕食する。胃からはヒラソウダ・ダツ・フグなどの表層性魚類も見つかることから、死骸も食べると考えられる。カナリア諸島で捕獲された個体から、ジャガイモ・梨・ビニール袋・空き缶などの人為的なゴミが見つかったこともある。また、ホオジロザメに噛まれた個体が発見されている。
メジロザメ類には珍しく、卵食型の胎生である。胚は最初、卵黄によって育つが、成長に連れて母体が排卵する卵を食べて育つようになる。胎児は余剰の卵黄を外卵黄嚢に蓄え、出産が近づくと、これを外卵黄嚢から内卵黄嚢に移して出産後のエネルギー源とする。雌は右側の卵巣だけが機能するが、子宮は両側が機能する。ある全長2.4mの雌は、卵巣に平均直径9mmの卵を20,000個持っていた。通常は各子宮に1匹、合計2匹の胎児を妊娠するが、最大で4匹になることもある。妊娠期間は1年より長く、2-3年に及ぶ可能性もある。出生時は全長1.2-1.5m。雄は全長2.0-2.6m、雌は2.1-2.5m程度で性成熟すると推定される。

## 利用
延縄・底引き網で稀に混獲される。商業的な価値は小さいが、肉・鰭・肝油などが利用される。沖縄では伝統的に、本種の油を丸木舟の亀裂を塞ぐために用いていた。他の深海鮫のように繁殖力が低いため、乱獲の状態にあると考えられる。だが、捕獲が非常に稀で個体数の情報が得られないため、IUCNは情報不足と評価している。